# Laymantown
Laymantown és una concentració de població designada pel cens dels Estats Units a l'estat de Virgínia. Segons el cens del 2000 tenia 2.034 habitants.

## Demografia
Segons el cens del 2000, Laymantown tenia 2.034 habitants, 762 habitatges, i 653 famílies. La densitat de població era de 238,7 habitants per km².
Dels 762 habitatges en un 32,9% hi vivien nens de menys de 18 anys, en un 77% hi vivien parelles casades, en un 6,6% dones solteres, i en un 14,3% no eren unitats familiars. En el 13,5% dels habitatges hi vivien persones soles el 5,9% de les quals corresponia a persones de 65 anys o més que vivien soles. El nombre mitjà de persones vivint en cada habitatge era de 2,67 i el nombre mitjà de persones que vivien en cada família era de 2,91.
Per edats la població es repartia de la següent manera: un 23,6% tenia menys de 18 anys, un 4,4% entre 18 i 24, un 24,9% entre 25 i 44, un 32,7% de 45 a 60 i un 14,4% 65 anys o més.
L'edat mediana era de 44 anys. Per cada 100 dones de 18 o més anys hi havia 94,4 homes.
La renda mediana per habitatge era de 58.571 $ i la renda mediana per família de 64.327 $. Els homes tenien una renda mediana de 43.693 $ mentre que les dones 31.789 $. La renda per capita de la població era de 24.231 $. Entorn del 2,9% de les famílies i el 2,8% de la població estaven per davall del llindar de pobresa.

## Poblacions més properes
El següent diagrama mostra les poblacions més properes.